# Кутузовка (Красноярский край)
Куту́зовка — посёлок в Ужурском районе Красноярского края России. Входит в состав Златоруновского сельсовета.

## География
Посёлок находится на расстоянии 24 км к югу от города Ужур, административного центра района.

## История
В 1976 году указом Президиума Верховного Совета РСФСР посёлку фермы № 1 Учумского племовцезавода присвоено наименование Кутузовка.

## Население
| 2010 |
| ---- |
| 167  |